# Tuffi ai XVIII Giochi panamericani - Piattaforma 10 metri sincro femminile
Il concorso dei tuffi dalla piattaforma 10 metri sincro femminile dei XVIII Giochi panamericani si è svolto il 4 agosto 2019 presso il Centro aquatico di Lima in Perù.

## Programma
| Data          | Ora   | Evento |
| ------------- | ----- | ------ |
| 4 agosto 2019 | 20:52 | Finale |

## Risultati
| Class   | Atleta                            | Nazione     | Punti  |
| ------- | --------------------------------- | ----------- | ------ |
| Oro     | Meaghan Benfeito Caeli McKay      | Canada      | 320.64 |
| Argento | Alejandra Orozco Gabriela Agúndez | Messico     | 307.38 |
| Bronzo  | Amy Cozad Delaney Schnell         | Stati Uniti | 281.10 |
| 4       | Anisley García Arlenys Garcia     | Cuba        | 260.70 |